# Koktel
Koktel je mješavina raznih jakih alkoholnih pića i likera. Naziv dobiva po onom sastavnom dijelu koji je u mješavini najviše zastupljen, odnosno koji daje glavno organoleptičko obilježje.

## Povijest koktela
Riječ koktel (cocktail) doslovno znači pijetlov rep. Kako je piće dobilo ime, još nije potpuno objašnjeno, ali legenda kaže da su svojevremeno u Americi priređivane borbe pijetlova po uzoru na Španjolce. Vlasnik pijetla pobjednika imao je pravo pobijeđenom pijetlu iščupati rep, te je ostalim sudionicima plaćao pića (vjerojatno su to bila miješana pića raznih boja kao i pijetlov rep).
Prema starom američkom barmenskom almanahu, prvi koktel nastao je sasvim slučajno kao mješavina vrućeg destilata sa šećerom i limunom koji se dopunjavao raznim biterima potom rashlađivao velikim komadima leda.
Danas postoje na tisuće recepata sa zvučnim nazivima, pa nije nikakvo čudo da među njima često ima i onih koji se jedni od drugih razlikuju samo po imenu. 

## Podjela koktela
1. Prema sadržaju alkohola
- alkoholni
- bezalkoholni

2. Prema postotku šečera
- slatki kokteli (sweet cocktails)
- poluslatki kokteli (medium cocktails)
- suhi kokteli (dry cocktails)

3. Prema količini sadržaja
- kratka pića (short drinks)
- duga pića (long drinks)
- mliječne mješavine (milk shakes)
- vruća pića (hot drinks)

4. Po vremenu konzumiranja
- pića koja se piju prije jela (aperitivna)
- pića koja se piju poslije jela (digestivna)

5. Prema vrsti pripremanja
- miješanjem u čaši iz koje se konzumiraju
- miješanjem u barskoj čaši
- tresući u šejkeru (shaker).

## Pripremanje koktela
Pri miješanju treba paziti na miris i okus, boju, stvaranje nove arome, lijep izgled i atraktivnost. Najčešća žestoka pića bez kojih bi se teško mogla zamisliti većina svih koktela su: gin, votka, rum, tequila, whiskey i brandy. Međusobno se rijetko miješaju, ali se zato odlično slažu s raznim likerima, biterima i biljnim aperitivima.
Postoje i posebni izrazi koji se upotrebljavaju pri miješanju pića. Ovo su neki najčešće upotrebljavani:
- sleđen (iced) - piće ili mješavina moraju biti sleđeni ili s dosta leda
- sa zdrobljenim ledom (with cobbler)
- sleđena čaša (frozen glass) - rashladiti čašu prije punjenja, ledom ili u zamrzivaču
- na glečeru (on the rocks) - do vrha napuniti čašu ledom i preko toga naliti piće
- uštrcak (dash) - uštrcak nekog pića ili sirupa u mješavinu
- miješati (stir) - promiješati u čaši ili barskoj čaši
- šejkati (shake) - tresti u šejkeru.

Ukrašavanje i dodaci koktela nužni su zbog izgleda samog koktela, ali i zbog njihovog okusa. Ukrasima i dodacima na čaši smatra se šećerni rub, ali i rub od soli, trešnja ili maslina, ploške limuna, ananasa, naranče, jagode i slično.

### Pribor za miješanje
Šejker (shaker) je prijeko potreban svakome tko se bavi miješanjem pića, tako da je postao simbol profesije mješača pića u cijelom svijetu. Načinjen je od neoksidirajućeg metala i sastoji se od dva ili tri dijela, veličine 0,5 - 1 l. U njemu se miješaju pića uz dodatak kockica leda. Treba se snažno tresti i kratko mućkati u visini ramena. Mješavina se lije kroz njegovo sito ili preko spiralnog sita u čašu. 
Čaša za miješanje je barska čaša je čaša od debljeg stakla u kojoj se pripremaju jednostavniji i lakši kokteli. Veličine su 0,5 - 2 l.
Ostali pribor su barska žlica, barsko spiralno cjedilo, mjerice, hvataljke, noževi i ribež.